# Matilda (film)
Matilda är en amerikansk familjekomedi från 1996 av Danny DeVito med Danny DeVito, Rhea Perlman, Paul Reubens med flera. Filmen är baserad på Roald Dahls bok Matilda.

## Handling
Matilda (Mara Wilson) är en mycket snäll och intelligent flicka - vilket man inte kan säga om hennes självupptagna och okultiverade föräldrar och den favoriserade brodern. De förstår inte alls att Matilda är en mycket speciell liten flicka. Inte nog med att hon vid späd ålder har tagit sig igenom merparten av det lokala bibliotekets utbud, hon kan också få saker att flytta på sig bara genom att se på dem. Hennes föräldrar är måttligt imponerade. Hon börjar på en skola där hon hamnar i klorna på den gränslöst elaka rektorn Agatha Trunchbull. Som tur är finner hon också en vän i den förstående lärarinnan Fröken Honey.

## Rollista
- Mara Wilson - Matilda Wormwood
- Danny DeVito - Harry Wormwood
- Rhea Perlman - Zinnia Wormwood
- Embeth Davidtz - Fröken Honey
- Pam Ferris - Agatha Trunchbull
- Brian Levinson - Michael Wormwood
- Paul Reubens - FBI Agent Bob
- Tracey Walter - FBI Agent Bill
- Kiami Davael - Lavender
- Jacqueline Steiger - Amanda Thripp
- Kira Spencer Hesser - Hortensia
- Jimmy Karz - Bruce Bogtrotter
- Jean Speegle Howard - Fröken Phelps
- Marion Dugan - Cookie
- Emily Eby - Maggie
- Danny DeVito - Berättare